# Evangelische raden
De evangelische raden zijn de raadgevingen van het evangelie om door gehoorzaam, kuis en arm te leven, een leven te leiden dat vrij is ten aanzien van de wereld en dat op God gericht is. 
Meestal legt iemand die zich in de Rooms-Katholieke Kerk engageert drie geloften af: de gelofte van gehoorzaamheid, de gelofte van kuisheid en de gelofte van armoede. Kloosterlingen leggen deze geloften doorgaans af bij hun inkleding of hun professie. 
De transeunt diaken (en ook de ongehuwde permanente diaken) belooft bij zijn wijding eerbied en gehoorzaamheid aan zijn bisschop en belooft celibatair te leven. De gehuwde permanente diaken belooft bij zijn wijding ook eerbied en gehoorzaamheid aan de bisschop en belooft, wanneer zijn huwelijk ten einde is gekomen, vanaf dan celibatair te leven (de diakenwijding mag immers niet ten koste gaan van het huwelijk). 
De priester hernieuwt bij zijn priesterwijding zijn eerbied en gehoorzaamheid aan de bisschop; bij zijn diakenwijding heeft hij al beloofd dat hij celibatair zal leven. 
Hoewel diakens en priesters de formele gelofte van armoede niet afleggen, maant de evangelische raad toch tot een zekere soberheid in het leven.